# Terremoto de Áncash de 1970
El terremoto de Áncash de 1970, también conocido localmente como terremoto del 70, fue un sismo que tuvo lugar el domingo 31 de mayo de 1970, a las 15:23:31, hora local. Alcanzó una magnitud de 7.9 en la escala de magnitud de momento y una intensidad de grado IX (violento) en la escala de Mercalli. Fue ampliamente sentido en toda la costa y sierra del departamento de Áncash y en regiones limítrofes del sur y norte del Perú. El sismo produjo desprendimiento de un casquete de hielo y rocas del nevado Huascarán, lo que resultó en un aluvión que sepultó la ciudad de Santo Domingo de Yungay, cobrando la vida de aproximadamente treinta mil personas.
Este terremoto es considerado como el más destructivo y devastador en la historia del Perú, no tanto por su magnitud, sino debido a la gran cantidad de pérdidas humanas que ocasionó. Afectó severamente la región de Áncash y varias provincias de los departamentos de Huánuco, Lima y La Libertad, causando daños considerables en un área extensa de aproximadamente 450 km de longitud y 200 km de ancho a lo largo de la costa y la sierra peruana.
En respuesta a esta catástrofe, en 1972, el Gobierno del Perú fundó el Instituto Nacional de Defensa Civil (INDECI) con el propósito de preparar a la población para actuar de manera efectiva durante eventos sísmicos y otras emergencias. Además, en conmemoración a este desastre, cada 31 de mayo se lleva a cabo un simulacro de sismo a nivel nacional con el objetivo de aumentar la conciencia pública sobre la importancia de la preparación y la respuesta adecuada ante posibles desastres naturales.

## Características
El terremoto ocurrió el 31 de mayo de 1970 a las 15:23:32 (hora local). Su epicentro se localizó a 20 km al oestesuroeste de la ciudad de Chimbote, en el océano Pacífico, a una profundidad de 1 km. Según el Instituto Geofísico del Perú (IGP) y el Servicio Geológico de Estados Unidos (USGS), su magnitud fue de 7.9 en la escala sismológica de magnitud de momento. Este sismo alcanzó una intensidad máxima de grado IX en la escala de Mercalli modificada en la ciudad de Casma. Además, provocó un violento alud en las ciudades de Yungay y Ranrahirca. 
Las intensidades evaluadas en varias ciudades fueron:
| Lugar                                                                                           | Intensidad en Mercalli (MM) |
| ----------------------------------------------------------------------------------------------- | --------------------------- |
|                                                                                                 |                             |
| Casma, Chimbote                                                                                 | IX (Violento)               |
| Huallanca, Aija, Caraz, Carhuaz, Yungay, Huaraz                                                 | VIII (Severo)               |
| Chacas, San Luis, Huari, Pomabamba, Piscobamba, Llamellín, Trujillo, Santiago de Chuco, Huarmey | VII (Muy fuerte)            |
| Huacho, Lima y Callao, Cerro de Pasco, Chavín                                                   | VI (Fuerte)                 |
| Cajamarca, Chiclayo, Huánuco, Tingo María                                                       | V (Moderado)                |
| Ica, Chincha Alta, Juanjuí, Huancayo, Tarapoto, Yurimaguas                                      | IV (Ligero)                 |
| Iquitos, Tumbes, Guayaquil                                                                      | III (Débil)                 |

## Daños, víctimas y efectos

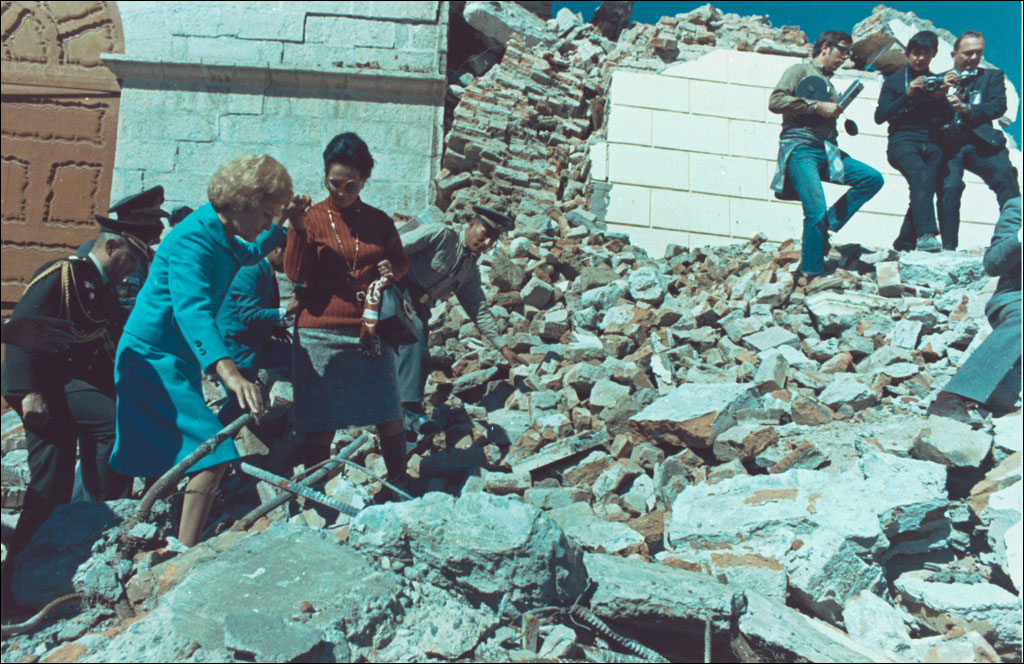
La entonces primera dama de los Estados Unidos, Pat Nixon (1912-1993), junto a la primera dama del Perú, Consuelo Gonzales Posada (1920-2012), sobre los restos de la torre sur de la Catedral de Huaraz.

El área andina de Áncash y la región del Callejón de Huaylas, sufrió una devastadora catástrofe debido a un terremoto. La ciudad de Huaraz, ubicada en esta región, fue una de las más afectadas, con un 97% de destrucción y una pérdida significativa de población, aproximadamente el 50% de sus habitantes. Otras ciudades y pueblos del Callejón de Huaylas también quedaron gravemente afectados, con daños casi totales desde Recuay, al sur, hasta Huallanca, al norte. La ciudad de Yungay, la segunda en importancia en la zona, fue sepultada por un alud junto a Ranrahirca, resultando en la desaparición de aproximadamente treinta mil residentes. Además, los aludes y derrumbes bloquearon caminos y carreteras, e incluso algunas partes del río Santa se embalsaron debido a la cantidad de escombros.
En la región andina conocida como Conchucos, ubicada al este del Callejón de Huaylas, los daños fueron moderados gracias a la absorción de energía sísmica por parte del macizo de la cordillera Blanca, una barrera natural que separa el Callejón de Huaylas de la sierra oriental de Áncash. Sin embargo, muchas construcciones quedaron inhabitables y se registraron víctimas mortales, especialmente en áreas agrícolas debido a derrumbes en cerros cercanos. La zona quedó aislada del resto del país durante varios meses.
En la zona costera, el terremoto también tuvo efectos devastadores. Grandes sectores de la carretera Panamericana entre Huarmey y Trujillo fueron destruidos. La ciudad y el puerto de Chimbote sufrieron daños incuantificables, y en áreas como San Pedro y Lacramarca, todas las construcciones colapsaron, incluidas las industrias pesqueras y metalúrgicas. Algunas áreas experimentaron grietas en el suelo que expulsaron chorros de agua de hasta un metro de altura. La ciudad de Chimbote perdió más de dos mil ochocientos habitantes.
En otras ciudades como Casma y Huarmey, también se reportaron víctimas mortales: ochocientas personas murieron en Casma y cien en Huarmey. En la provincia de Bolognesi, aproximadamente mil ochocientas personas perdieron la vida debido a cuantiosos derrumbes que incomunicaron a pueblos enteros. La magnitud de la destrucción fue tal que algunas personas se vieron obligadas a sepultar a sus familiares sin poder notificar a las autoridades.
En total, se calculó que hubo ochenta mil muertes y alrededor de veinte mil personas desaparecidas. Se contabilizaron 143,331 heridos hospitalizados. En muchas localidades como Recuay, Aija, Casma, Huarmey, Carhuaz y Chimbote, la destrucción de edificios osciló entre el 80% y el 90%. La carretera Panamericana sufrió graves grietas entre Trujillo y Huarmey, lo que dificultó aún más la entrega de ayuda. La central hidroeléctrica Cañón del Pato también resultó afectada, con el 60% de su recorrido en la línea férrea entre Chimbote y el valle del Santa quedando inutilizable. 
Ante esta devastadora catástrofe, el Gobierno peruano creó la Brigada de Defensa Civil Peruana mediante un decreto ley, posteriormente conocida como Indeci, con el objetivo de prevenir y preparar a la población frente a futuros desastres similares.

## El aluvión en Yungay

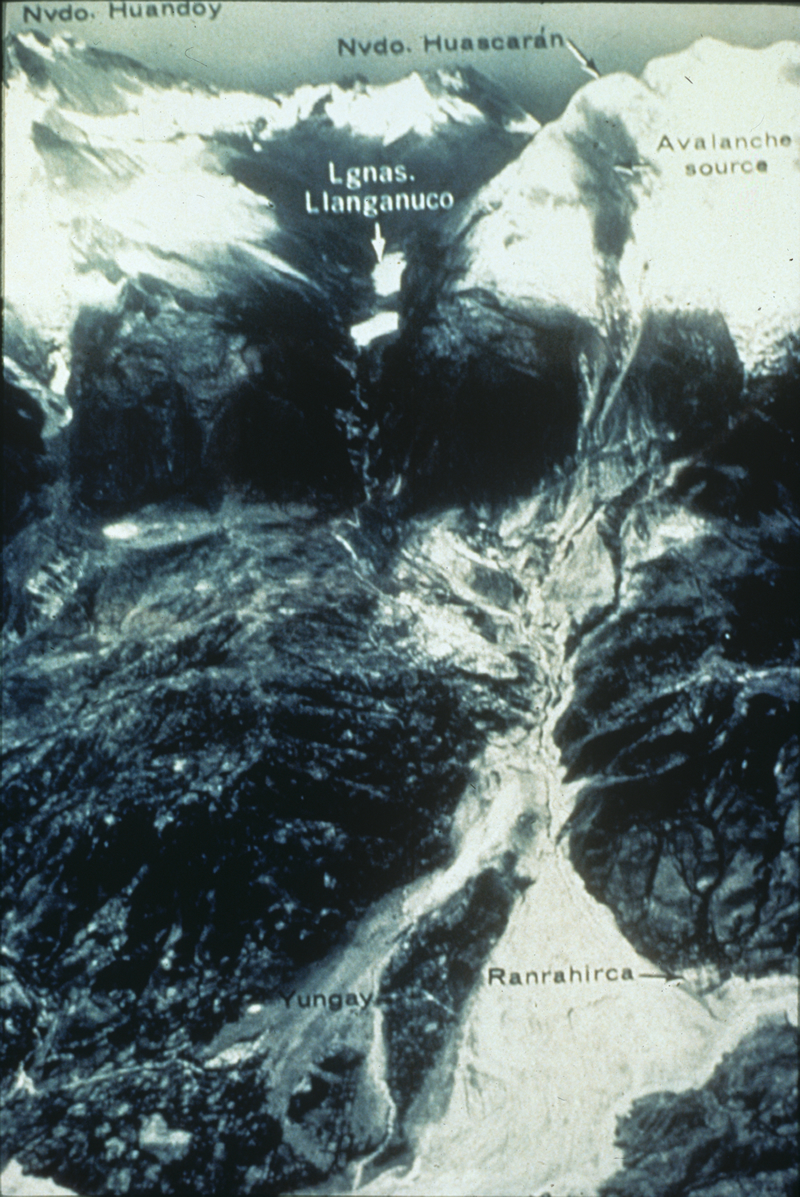
Vista aérea del alud del Huascarán que sepultó Yungay y Ranrahirca. Desaparecieron más de diez mil habitantes.

El sismo, de fuerte e inusual duración de 45 segundos, provocó el desprendimiento del pico norte del nevado Huascarán, dando lugar a un devastador alud que consistió en aproximadamente 40 millones de metros cúbicos de hielo, lodo y rocas. Este alud medía 1,5 km de ancho y avanzó unos 13 km a una velocidad sorprendente de 200 a 500 km/h.  La avalancha avanzó unos 13 km y, debido al eco que producía en los cerros de la cordillera Blanca, tomó desprevenida a la población yungaína. Al chocar contra la pared de la quebrada del río Ranrahirca, se formó un embalse temporal que desvió su curso violentamente en dirección sur, modificando su trayectoria en unos treinta grados.

...Observé una ola gigante de lodo gris claro en la parte alta de Yungay, muy semejante a una ola de mar rompiendo en una cresta, tenía una altura aproximada de veinticinco o treinta metros...
Relato de un sobreviviente en 2012.

La tercera parte de la masa de la avalancha saltó la quebrada, que había salvado a Yungay de un aluvión en 1962, y sepultó por completo a esta ciudad, convirtiéndose en una de las más afectadas en términos de mortalidad. A su paso, la corriente mayor también arrasó con el pueblo de Ranrahirca. La magnitud del desastre resultó en la pérdida de más de veinte mil vidas humanas, convirtiéndose en una de las tragedias más mortales de la región.

...Sentimos un tremendo ruido que se presentaba de ambos lados... el ruido se asemejaba al de muchos aviones... no sabíamos por donde venía ni que pasaba, en esos momentos no nos acordábamos del Huascarán... Finalmente, vimos el aluvión de lodo completamente negro con más de cuarenta metros de altura que avanzaba botando chispas de distintos colores...
Relato de una superviviente en 1970.

Tras el desastre, se identificaron tres grupos de sobrevivientes: noventa y dos personas que buscaron refugio en el cementerio de la ciudad, que se encontraba en una antigua fortaleza preinca elevada; veinticinco personas que se resguardaron en un cerro contiguo a la ciudad; y un numeroso grupo de niños que asistieron a un circo de pulgas llamado Verolina, ubicado en el estadio a setecientos metros de la plaza mayor.
El Gobierno central desplegó labores de rescate y evacuación mediante vía aérea, pero las operaciones se vieron dificultadas por una densa nube de polvo que se elevó a dos mil setecientos metros sobre el nivel de la zona del desastre. Esta nube persistió durante una semana y ralentizó el proceso de descongelación de los bloques de hielo, que tardaron dos semanas en fundirse debido a la poca incidencia del sol. Además, la masa de lodo generada por el sismo tardó un mes en secarse, dejando atrapadas a varias personas que intentaron cruzarla.

El aporte internacional fue crucial en el momento de la emergencia y también en la fase de recuperación y desarrollo futuro de la región afectada. No obstante, la destrucción de las vías de comunicación y la falta de planificación provocaron cierta ineficiencia en las labores de ayuda. En reconocimiento al apoyo brindado por los diversos países, el escudo de Nueva Yungay incluyó el símbolo de la solidaridad en su campo inferior. Asimismo, el 28 de marzo de 1972 se creó el Instituto Nacional de Defensa Civil (Indeci) para coordinar la prevención y la asistencia en caso de futuros desastres, con el objetivo de mejorar la capacidad de respuesta frente a situaciones similares. En reconocimiento a la solidaridad recibida de diversos países tras el terremoto de 1970, Yungay fue honrada con el título de "Capital de la Solidaridad Internacional"

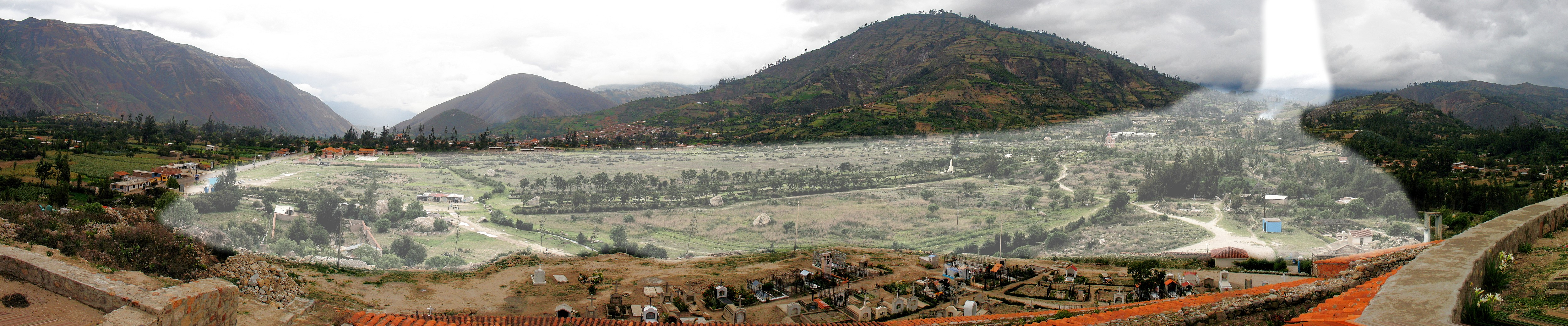
Santo Domingo de Yungay (2500 m.), visto desde la colina del cementerio. El área resaltada muestra la ubicación y dirección del alud. Yungay Nuevo está detrás de la zona resaltada en el centro.

## Imágenes
|                                 |
| Ruinas de la catedral de Yungay |

|                      |
| Cementerio de Yungay |

|                             |
| Iglesia del pueblo de Ocros |

|                                                                       |
| Nivel superior del cementerio de Yungay y estatua del Cristo Redentor |

|                                  |
| Iglesia de Chacas tras el sismo. |